# Франческо Ерицо
Франческо Ерицо (на италиански: Francesco Erizzo) е 98–ми венециански дож от 1631 до смъртта си през 1646 г.

## Произход
Франческо Ерицо не произхожда от знатно семейство, предците му идват от Истрия и се установяват във Венеция през XIII век. Той прави кариера като посланик при император Фердинанд II и при папа Урбан VIII, освен това е генерал от венецианската армия. Като губернатор на Задар дава убежище на семейства от Албания и Черна гора, които се установяват извън градските стени на Задар и дават началото на село Ерицо (Арбанаси на хърватски).

## Управление
Ерицо е избран за дож на 10 април 1631 г. По време на управлението му чумата покосява 45 000 души в града, включително сина му Андреа.
Еризо строи театри, покровителства хазартните игри.
Умира на 3 януари 1646 г. и е погребан в църквата Сан Мартино в Кастело, докато сърцето му се съхранява в базиликата „Сан Марко“ във Венеция.